# مكمولن
مكمولن (بالإنجليزية: McMullen)‏ هي مدينة أمريكية تقع في ولاية ألاباما.تبلغ مساحة هذه المدينة 0.3 (كم²)،ويبلغ عدد سكانها 10 نسمة حسب إحصاء سنة 2010 م.تشير الإحصاءات بأن الكثافة السكانية في هذه المدينة تقدر بـ(220) نسمة/كم2.